# جامعة طوكيو التكنولوجية

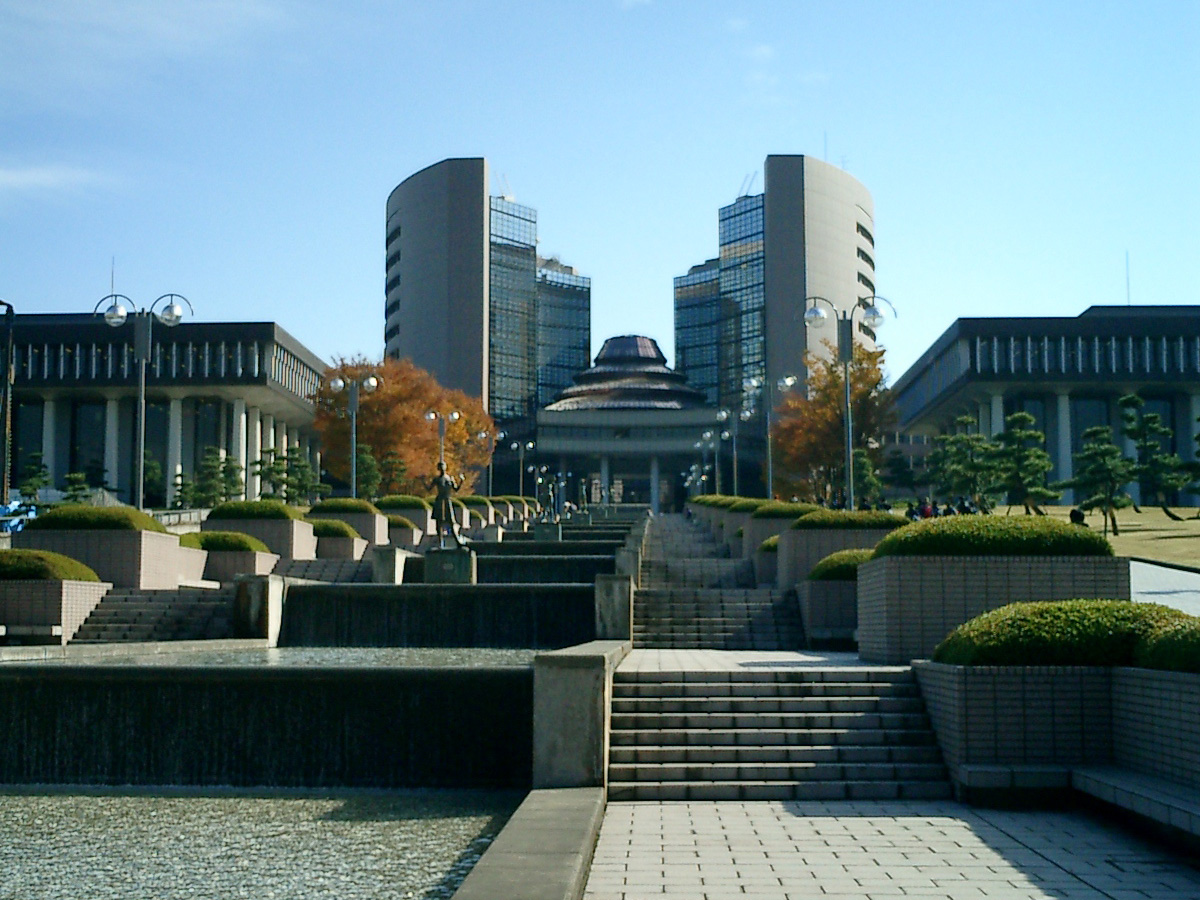
جامعة طوكيو التكنولوجية

جامعة طوكيو التكنولوجية (باليابانية 東京工科大学) و (بالإنجليزية: Tokyo  University of Technology)‏.
يقع مركز هذه الجامعة في 八王子 هتشيوجي 片倉 كاتاكورا وقد تأسست عام 1947 و أنشأت كجامعة عام 1986 يتعلم طلابها علوم مختلفة بينما كانت قبل ذلك مدرسة مهنية..

## روابط إضافية
- الموقع الرسمي باللغة اليابانية
- الموقع الرسمي باللغة الإنجليزية

## روابط خارجية
- جامعة طوكيو التكنولوجية على موقع IMDb (الإنجليزية)